# Tebing Tinggi (Tenggulun)
Tebing Tinggi is een bestuurslaag in het regentschap Aceh Tamiang van de provincie Atjeh, Indonesië. Tebing Tinggi telt 864 inwoners (volkstelling 2010).